# أزولا (أفاتار)
أزولا (بالإنجليزية: Azula)‏ هي شخصية خيالية من مسلسل الرسوم المتحركة من نكلوديون أفاتار: أسطورة آنج. ابتكر الشخصية مايكل دانتي ديمارتينو وبراين كونيزكو وأدتها صوتيًا غراي ديلايل ومثلت شخصيتها في فيلم ذا لاست إيربندر سمر بيشيل.
في المسلسل، أزولا هي الأميرة المتوجة لعشيرة النار ومعجزة في تسخير النار. تحت أمر من أبيها زعيم النار أوزاي، بدأت أزولا مهمة مع صديقتيها منذ الطفولة ماي وتاي لي للقبض على أخيها الأمير المنفي زوكو وعمها أيروه، أثناء محاولتها للإمساك بالأفاتار - وهو إنسان قادر على تسخير الأربعة عناصر (الماء والأرض والنار والهواء). أزولا معروفة بشخصيتها القاسية والمتوحشة والاستغلالية وكما يقول أخيها أنها «كذوبة». طوال المسلسل، أزولا معروفة بمهاراتها العالية في تسخير النار وإطلاقها لألسنة اللهب الزرقاء - بدلاً من الحمراء والبرتقالية - وكذلك امتلاكها لقدرة تسخير نادرة في تكوين برق نقي أزرق مائل للبياض.

## وصلات خارجية
أزولا في قاعدة بيانات الأفلام على الإنترنت